# Funklust
Funklust – Deine Campusmedien (Eigenschreibweise: funklust) ist ein unabhängiges Medienangebot von Studierenden der Friedrich-Alexander-Universität Erlangen-Nürnberg. Die studentische Multimedia-Initiative ermöglicht es Studierenden aller Fachrichtungen und ungeachtet ihres technischen Kenntnisstands, Erfahrungen im Radio-, Video- und Online-Journalismus zu sammeln. Dabei stehen dem Redaktions-Team modernste Audio- und Videotechnik zur Verfügung. Als eingetragener Verein ist funklust beim Amtsgericht Fürth registriert.

## Allgemeines
Bereits 1998 wurde das unieigene Radio „Unimax“ gegründet. 2003 startete mit „bit eXpress“ am Fraunhofer-Institut für Integrierte Schaltungen IIS ein studentisches Forschungsprojekt zur Umsetzung eines neuartigen digitalen Rundfunksenders. Im Jahr 2015 fusionierten ebenjene Mediengruppen zusammen mit dem ITM-Fernsehformat „uni t°fau“ zur studentischen Medien-Initiative „funklust.“
Bis zum ersten Umzug im Jahr 2019 wurde aus dem Studio des Lehrstuhls für Informationstechnik und Kommunikationselektronik in Tennenlohe gesendet. Für drei Jahre befanden sich dann die Sendungs- und Produktionsräume im Kulturzentrum E-Werk in Erlangen. Anfang 2022 zogen das Rundfunkstudio der FAU, die Campusmedien funklust und das Multimediazentrum in das „Medienzentrum Blaues Haus“ am Europakanal.
Das junge Redaktions-Team produziert ein innovatives Programm aus Hochschul- und Weltnachrichten, Kultur und Unterhaltung, Gesellschaft, Service sowie Wissenschaft und Technik. Ergänzt werden die Moderationen durch aktuelle und alternative Musik. Regelmäßige Redaktionskonferenzen und die organisierte Vereinsstruktur ermöglichen eine fundierte Aufbereitung von campusrelevanten und nicht campusrelevanten Themen mit professionellem Anspruch. Langfristig verfolgt der Verein das Ziel, die Sichtbarkeit der studentischen Medienproduktionen innerhalb und außerhalb der Universität zu erhöhen und den Studierenden den Einstieg in die Medienlandschaft zu erleichtern. Ein umfassendes Ausbildungsprogramm mit Workshops und Fortbildungswochenenden dient hierfür als erster Ansatz. In einer modernen Studioumgebung können so technische Kenntnisse und journalistische Formate erlernt werden.
Vom 20. bis 22. September 2024 wurden von funklust die Campusmedientage 2024 („CaMeTa“) veranstalten. Die Campusmedientage sind ein jährliches Vernetzungstreffen deutscher bzw. deutschsprachiger Campusmedien, bei dem studentische Initiativen aus Radio, Video, TV, Web und Print zusammenkommen.

## Auszeichnungen
Bei der Wahl zum besten Campusradio Bayerns auf den Münchner Medientagen belegte funklust 2019 hinter dem Studentenfunk Regensburg den 2. Platz.
Beim 28. [ki'ta:so]-Kurzfilmfestival wählte die Publikumsjury die Mockumentary „Untersuchen-Erforschen-Entdecken: Der Erlanger Berg“ um den fiktiven Akademiker Prof. Dr. Dr. Friedrich-Alexander Keller auf den dritten Platz. Verschiedene Wissenschaftssendungen wie Leschs Kosmos oder Terra X waren in dem Kurzfilm Bestandteil einer komödiantischen Parodie.
2020 gewann funklust den „Mach Dein Radio-Star: Word up!“ der Bayerischen Landeszentrale für neue Medien (BLM) in der Kategorie „Bestes Podcast-Konzept.“ Die Auszeichnung ist mit einem Preisgeld von 500 Euro dotiert.
Im Jahr 2021 konnte funklust beim BLM-Hörfunk-Preis die Jury in der Kategorie „Nachwuchs“ mit einem Beitrag über die Tafel in Erlangen überzeugen. Die Begründung der Jury lautete: „Es ist beeindruckend, wie das lokale Thema zu allgemeingültigen Fragen der sozialen Teilhabe führt und zum Nachdenken über gesellschaftliche Werte anregt.“
Ein umfassendes Radio-Feature über das jüdische Leben in Erlangen gewann sowohl beim „Mach Dein Radio-Star 2021“ in der Kategorie „1700 Jahre jüdisches Leben in Deutschland und Bayern“ als auch beim fränkischen Hörfest „Hört Hört!“ in der Kategorie „Journalistischer Beitrag (Altersstufe 19-26 Jahre)“ den 1. Platz.
2023 gewann funklust erneut den „Mach dein Radio-Star,“ dieses Mal in der Kategorie „Bestes Interview.“ Prämiert wurde ein Beitrag, der anlässlich des internationalen Tages der Pflegenden die Relevanz des Pflegeberufes beleuchtet.

## Radio
Semesterübergreifend produzieren die Studierenden diverse live moderierte Sendungen und zahlreiche Sonderausgaben. Wöchentlich werden mit professionellen Schnittprogrammen Inhalte zu Campus, Kultur, Musik und tagesaktuellen Geschehnissen aufbereitet. Die vorproduzierten Beiträge, Reportagen oder Interviews fließen dann gemeinsam mit Livemoderationen und einem abwechslungsreichen Musikmix in die Sendungen ein. Wie beim professionellen Hörfunk hat auch hier ein angelernter CvD den organisatorischen Überblick über alle Sendungselemente.
Neben dem offiziellen Radioprogramm läuft im Livestream auf der Homepage rund um die Uhr ein rotierender Musikmix aus Indie-Folk und Pop-Rock. Gelegentlich werden auch Übernahmen anderer Angebote gesendet. Die Sendungen „funklust auftakt“ und „funklust mischpult“ werden neben dem Webstream auch auf DAB+, auf der Mittelwellen-Frequenz 1485 kHz und der UKW-Frequenz 106,5 des Nürnberger Ausbildungsradios max neo übertragen.
Für die Bergkirchweih im Frühsommer 2020 waren Sondersendungen und Live-Berichterstattungen aus einem mobilen Studio geplant. Als Kompensation für den Ausfall des Bierfestes wurde mit dem knapp zweiwöchigen „funklust bergradio“ ein einzigartiges Ersatzprogramm gesendet.

### Regelmäßig stattfindende Sendungen

#### funklust auftakt

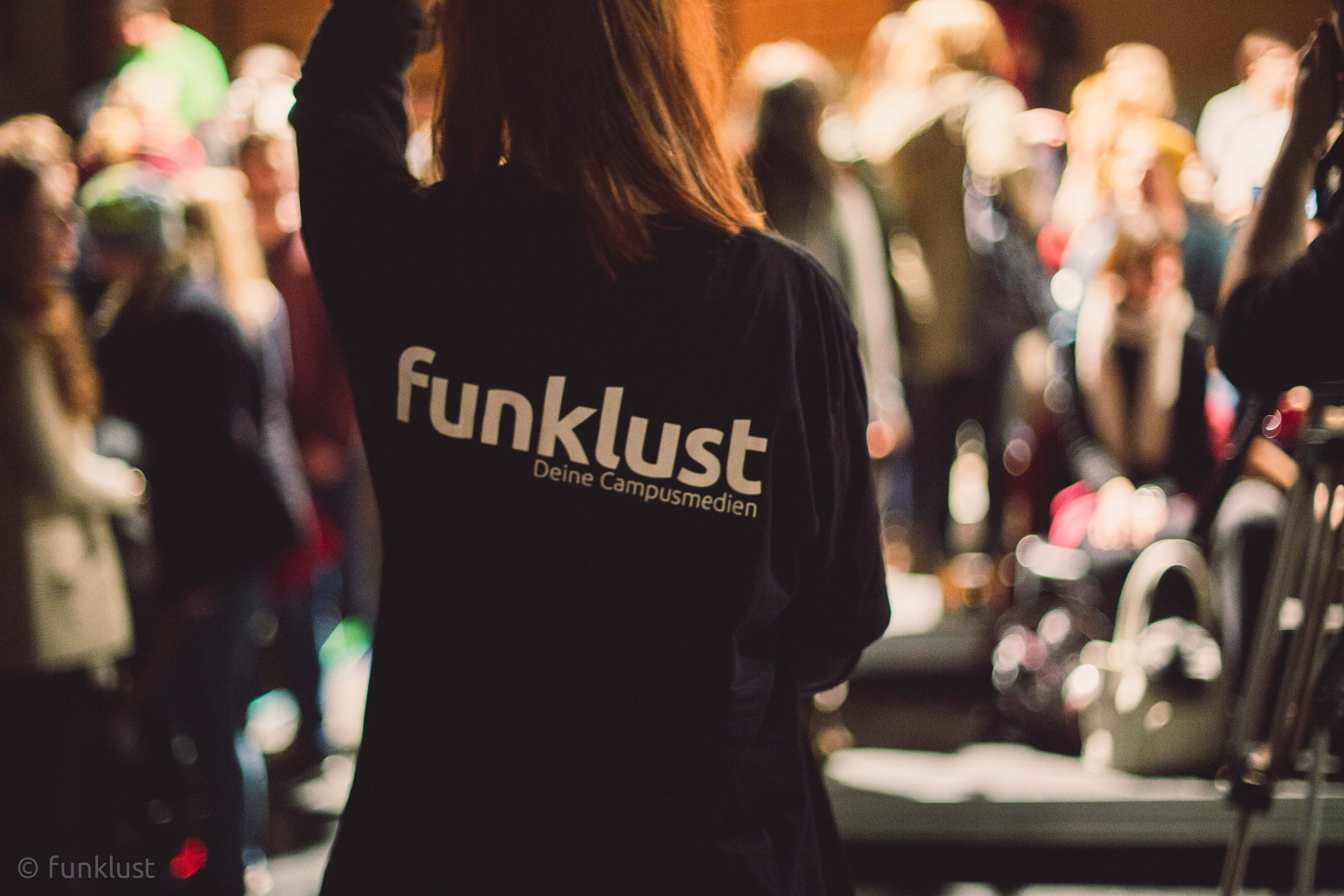
Die Studierenden berichten regelmäßig über örtliche Kulturveranstaltungen

Zum Wochenstart informiert die studentische News-Sendung „funklust auftakt“ immer montags von 18 bis 20 Uhr über das aktuelle Campusleben. In jeder Sendung wird ein neuer Lehrstuhl der FAU vorgestellt. Zudem ist auch ein Live-Studio-Talk mit wechselnden Gästen, welche meist im direkten Bezug zur Universität stehen, ein festes Sendungselement.

#### funklust mischpult
Das „funklust mischpult“ ist ein Kultur- und Musikmagazin, in welchem neue Album-Releases diskutiert, Veranstaltungstipps in der Metropolregion gegeben und Entwicklungen der Kulturszene besprochen werden. Die Sendung läuft wöchentlich immer dienstags von 18 bis 20 Uhr.

#### funklust freiraum
In der flexiblen Übungssendung können Redaktionsmitglieder jederzeit das Sprechen vor dem Mikro lernen. Sendungsinhalte können Buchrezensionen, Interviews oder Diskussionen über beliebige Themen sein.

### Ehemalige Sendungsformate

#### funklust konter kaffee
Der „funklust konter kaffee“ war eine alternative Morningshow, deren primäres Ziel nicht die Verbreitung guter Laune ist. Mit der morgendlichen Gereiztheit als Grundlage wird sich über die irrwitzigsten Dinge aufgeregt. Die Sendung lief jeden Mittwoch von 10 bis 10:15 Uhr.

#### funklust die zwei??
Jeden letzten Donnerstag im Monat um 19 bis 20 Uhr beantwortet das Moderations-Duo eingesendete Fragen zu verschiedenen Themen. Studierende können im Vorfeld zu der Kummerkasten-Sendung anonym über ein Kontaktformular ihre Probleme schildern. Der Sendungscharakter gleicht einem intimen und tiefgründigen Gespräch mit dem besten Freund oder der besten Freundin.

#### funklust campustour
Die „funklust campustour“ wurde 2023 mit mobilem Studio von verschiedenen Orten am Campus der FAU sowie von speziellen Events in Erlangen wie dem ARENA-Festival und der Langen Nacht der Wissenschaften gesendet. Behandelt werden auf den Standort zugeschnittene Themen wie aktuelle Forschungsschwerpunkte und Veranstaltungen.

#### funklust ki woche
Die „funklust ki woche“ wurde 2024 mit mobilem Studio aus dem Fraunhofer-Institut für Integrierte Schaltungen IIS gesendet. Diese umfasste 8 Sendungen zu verschiedenen Themen im Blick auf Künstliche Intelligenz abgeschlossen wurde diese Sendungsreihe von einer Podiumsdiskussion zum Thema „Lernen und Lehren mit KI“.

## Video
Die Campusmedien der FAU liefern auch Information und Unterhaltung im Bewegtbildformat. Das Repertoire besteht aus Band-Interviews, Festival-Reportagen, regionalen Berichterstattungen oder komödiantischen Formaten. Beim kreativen Schaffensprozess und der Umsetzung innovativer Konzepte stehen den Studierenden modernste Gerätschaften und Programme zur Verfügung. Alle Videoproduktionen werden auf der Videoplattform YouTube veröffentlicht.
Während der Corona-Pandemie im Jahr 2020 startete funklust eine Live-Streaming-Serie. Aufwendig wurden DJ-Acts, Poetry-Slams, ein Bier-Tasting uvm. inszeniert.

## Web
Das Radio- und Video-Angebot wird durch eine umfangreiche Homepage vervollständigt. Hier erscheinen eigene Inhalte wie Rezensionen und Kommentare sowie ergänzende Hintergrundberichte, Informationsartikel und Fotoreportagen. Im Zuge der bayerischen Landtagswahl 2023 wurde auf der Website außerdem ein ausführliches Wahlinformations-Angebot mit studentischem Fokus bereitgestellt, darunter die Wahlentscheidungshilfe „funk-o-mat“ und Analysen der einzelnen Parteiprogramme. Auch zur Bundestagswahl 2025 stellte funklust Wahlprogrammanalysen sowie ein „How To: Wählen“ zur Verfügung. Darüber hinaus dient der Webauftritt als Plattform für alle Audioproduktionen sowie als wichtige Kontaktstelle bezüglich der Vereinsarbeit.